# Ca l'Ovelleta (Avià)
Ca l'Ovelleta és una masia que hi ha al municipi d'Avià, al Baix Berguedà. Està situada a l'entorn del Molí del Castell, just al costat del Polígon de la Valldan, vora l'antiga fàbrica de la Bermaq. Ca l'Ovelleta està catalogada com a patrimoni arquitectònic al patmapa de la Generalitat de Catalunya amb el número 3024 i al mapa de patrimoni de la Diputació de Barcelona amb el número d'element 08011/95. És una masia del segle xix que està en bon estat de conservació i no té cap estatus de protecció.

## Situació geogràfica
Ca l'Ovelleta està situada a peu de la carretera de Cal Rosal a Olvan, molt a prop del polígon industrial de La Valldan, a l'entorn del Molí del Castell. La masia que té més a prop és Cal Pere Vell.

## Descripció i característiques
L'Ovelleta és una masia de dues crugies estructurada en planta baixa i dos pisos superiors que està coberta a dues aigües amb teula àrab. Al costat dret té una construcció annexa de planta baixa i pis feta de maó deixat a la vista amb la coberta plana, que molt possiblement és una obra posterior. El parament del cos principal està fet a base de pedra irregular unida amb morteri maó als llocs destacats com cantonades, marcs d'obertures, etc. La majoria de les obertures són de petites dimensions i gairebé totes són allindanades a excepció de la porta que té un arc escarserf. El fet que totes les obertures estan alineades dona simetria a l'edifici.
És una masia modeta que té tres pisos. La simetria de què gaudia la casa fou trencada quan es van engrandir una finestra a cadascun dels pisos. Els murs estan fets amb pedra i les cantoneres i les finestres amb maó. Recentment s'hi va afegir un cos de maó nou a l'est de la casa. La rehabilitació que ha patit l'edifici fa que s'hagi modificat el seu aspecte exterior de manera important.

## Història
La masia surt referenciada per primera vegada en el Registro de casas de campo de 1856, quan el seu propietari era Domingo Torrabadella de Casserres.